# Burg Königsegg
Burg Königsegg är idag en ruin i orten Königsegg i Gemeinde Guggenhausen i Landkreis Ravensburg i Baden-Württemberg.

## Historia
Eberhard von Fronhofen (frater domini Bertholdi de Fronhoven) tog 1251 namnet Eberhardus de Kunigsegge efter Burg Königsegg, och bildade därmed ätten von Königsegg.
Slottet beboddes inte efter 1700-talet.